# Skoki do wody na Igrzyskach Wspólnoty Narodów 2022
Skoki do wody na Igrzyskach Wspólnoty Narodów 2022 odbywały się w dniach 4–8 sierpnia 2022 roku w Sandwell Aquatics Centre w Smethwick położonym w pobliżu gospodarza zawodów, Birmingham. Siedemdziesięciu pięciu zawodników obojga płci rywalizowało w dwunastu konkurencjach indywidualnych i zespołowych.

## Podsumowanie

### Klasyfikacja medalowa
| Klasyfikacja medalowa | Klasyfikacja medalowa | Klasyfikacja medalowa | Klasyfikacja medalowa | Klasyfikacja medalowa | Klasyfikacja medalowa |
| Miejsce               | państwo               | Złoto                 | Srebro                | Brąz                  | Razem                 |
| --------------------- | --------------------- | --------------------- | --------------------- | --------------------- | --------------------- |
| 1                     | Anglia                | 6                     | 4                     | 5                     | 15                    |
| 2                     | Australia             | 4                     | 3                     | 3                     | 10                    |
| 3                     | Kanada                | 1                     | 2                     | 3                     | 6                     |
| 4                     | Szkocja               | 1                     | 0                     | 0                     | 1                     |
| 5                     | Malezja               | 0                     | 3                     | 1                     | 4                     |
| Razem                 | Razem                 | 12                    | 12                    | 12                    | 36                    |

### Medaliści
| Konkurencja                   | 1. miejsce                                         | 1. miejsce | 2. miejsce                                             | 2. miejsce | 3. miejsce                                           | 3. miejsce |
| Mężczyźni                     | Mężczyźni                                          | Mężczyźni  | Mężczyźni                                              | Mężczyźni  | Mężczyźni                                            | Mężczyźni  |
| ----------------------------- | -------------------------------------------------- | ---------- | ------------------------------------------------------ | ---------- | ---------------------------------------------------- | ---------- |
| Trampolina 1 m indywidualnie  | Jack Laugher                                       | 447,05     | Li Shixin                                              | 437,05     | Jordan Houlden                                       | 429,30     |
| Trampolina 3 m indywidualnie  | Daniel Goodfellow                                  | 484,45     | Jordan Houlden                                         | 465,15     | Jack Laugher                                         | 462,30     |
| Wieża 10 m indywidualnie      | Cassiel Rousseau                                   | 501,30     | Rylan Wiens                                            | 492,80     | Matty Lee                                            | 477,00     |
| Trampolina 3 m synchronicznie | Anglia · Jack Laugher · Anthony Harding            | 438,33     | Malezja · Muhammad Syafiq Puteh · Gabriel Gilbert Daim | 376,77     | Australia · Li Shixin · Sam Fricker                  | 374,52     |
| Wieża 10 m synchronicznie     | Anglia · Matty Lee · Noah Williams                 | 429,78     | Kanada · Rylan Wiens · Nathan Zsombor-Murray           | 413,85     | Australia · Domonic Bedggood · Cassiel Rousseau      | 412,56     |
| Kobiety                       |                                                    |            |                                                        |            |                                                      |            |
| Trampolina 1 m indywidualnie  | Mia Vallée                                         | 291,85     | Brittany O'Brien                                       | 279,60     | Amy Rollinson                                        | 272,00     |
| Trampolina 3 m indywidualnie  | Maddison Keeney                                    | 348,95     | Nur Dhabitah Sabri                                     | 330,90     | Mia Vallée                                           | 329,25     |
| Wieża 10 m indywidualnie      | Andrea Spendolini-Sirieix                          | 357,50     | Lois Toulson                                           | 337,30     | Caeli McKay                                          | 317,50     |
| Trampolina 3 m synchronicznie | Australia · Maddison Keeney · Anabelle Smith       | 316,53     | Malezja · Ng Yan Yee · Nur Dhabitah Sabri              | 299,85     | Kanada · Margo Erlam · Mia Vallée                    | 297,00     |
| Wieża 10 m synchronicznie     | Australia · Charli Petrov · Melissa Wu             | 306,00     | Anglia · Eden Cheng · Andrea Spendolini-Sirieix        | 298,86     | Anglia · Robyn Birch · Emily Martin                  | 287,88     |
| Drużyny mieszane              |                                                    |            |                                                        |            |                                                      |            |
| Trampolina 3 m synchronicznie | Szkocja · James Heatly · Grace Reid                | 306,00     | Australia · Li Shixin · Maddison Keeney                | 304,02     | Malezja · Muhammad Syafiq Puteh · Nur Dhabitah Sabri | 299,04     |
| Wieża 10 m synchronicznie     | Anglia · Noah Williams · Andrea Spendolini-Sirieix | 333,06     | Anglia · Kyle Kothari · Lois Toulson                   | 318,54     | Australia · Cassiel Rousseau · Emily Boyd            | 309,60     |